# Mistrzostwa Moskwy w wyścigach samochodowych
Mistrzostwa Moskwy (ros. Чемпионат Москвы) – organizowane w okresie ZSRR wyścigi samochodowe o randze mistrzostw, przeznaczone dla kierowców zrzeszonych w moskiewskich klubach sportowych. Łącznie odbyło się siedem wyścigów o mistrzostwo Moskwy (w latach 1954–1955, 1961–1962 oraz 1989–1990).

## Historia
Pierwszy po II wojnie światowej wyścig na terenie Moskwy odbył się 27 lutego 1949 roku, kiedy to zorganizowano zawody Moskwa-Mińsk-Moskwa. 13 czerwca 1954 roku „Trud” po raz pierwszy zorganizował wyścig w randze mistrzostw Moskwy. Zawody odbywały się na drodze Minskoje szosse, znajdującej się w obwodzie moskiewskim, na której bito wcześniej rekordy prędkości. Zawody zorganizowano w klasach Pobiedy i Moskwicza. W 1955 roku organizatorem zawodów był DSO „Buriewiestnik”. Rozegrano wówczas zawody również w klasie Pobiedy i Moskwicza, przy czym były to wyścigi handicapowe: +10 minut dla samochodów sportowych, +20 dla odpowiednio ZiS-112 i Moskwicza 404 Sport.
Następnie nie rozgrywano mistrzostw Moskwy aż do 1961 roku, kiedy to odbyła się seria wyścigów na stadionie im. Lenina. Wówczas to rozegrano zawody w trzech klasach. W grupie B pierwsze trzy miejsca zdobyli zawodnicy z Leningradu (wygrał Aleksandr Suchowiej na KWN 2500S), a mistrzem Moskwy został czwarty na mecie Jurij Markow. W łączonych grupach W i G zastosowano handicap (+52 sekundy dla grupy G). Wyścig wygrał kierowca z Leningradu, Michaił Kowalew, a mistrzostwo Moskwy zdobył Rudolf Goldin. W zawodach formuł również zastosowan handicap (Formuła 3 +70 sekund), a ich zwycięzcą został triumfator Sowieckiej Formuły 3 z 1960 roku, Gieorgij Surguczew. W 1962 organizatorem zawodów był Spartak Moskwa. Wówczas to wyścigi odbyły się w pięciu klasach. W grupie A, B i Formule 2 wygrywali zawodnicy z Leningradu (odpowiednio Jurij Jakowlew, Michaił Kowalew i Lew Gordon). W Formule 2 nie wziął udział żaden moskiewski zawodnik, stąd nie przyznano w tej kategorii mistrzostwa Moskwy. Zawody były zakończone wyścigiem wszechklas, który wygrał Jurij Czwirow w Moskwiczu G3.
Następna edycja mistrzostw Moskwy odbyła się w 1989 roku. Wówczas rozegrano dwa wyścigi o mistrzostwo Moskwy. 19 kwietnia rozegrano wyścig na ukraińskim torze Czajka, w trzech klasach. W Formule Mondial wygrał Urmas Põld, Formułę Easter zwyciężył Siergiej Odincow, zaś w grupie A kl. A5 triumfował Władimir Żurawlew. Z kolei w dniach 22–23 kwietnia rozegrano na łotewskim torze Bikernieki wyścig na otwarcie sezonu. O mistrzostwo Moskwy rywalizowano jedynie w grupie A2/1 klasie 10, którą wygrał Wiaczesław Szumiłow. Ostatnia edycja mistrzostw Moskwy odbyła się w 1990 roku, a rozgrywano ją w czterech klasach.

## Zwycięzcy
| Sezon               | Kierowca                              | Zespół         | Samochód           |
| Pobieda             | Pobieda                               | Pobieda        | Pobieda            |
| ------------------- | ------------------------------------- | -------------- | ------------------ |
| 1954                | Lew Daszkow Iwan Tichomirow           | Trud Moskwa    | GAZ-M20 Pobieda    |
| 1955                | Aleksiej Ambrosienkow W. Armand       | Torpedo Moskwa | GAZ-M20 Pobieda    |
| Moskwicz            |                                       |                |                    |
| 1954                | N. Głuchow Jurij Czwirow              | Torpedo Moskwa | Moskwicz 401       |
| 1955                | Aleksandr Tieriechin Wasilij Samsonow | Torpedo Moskwa | Moskwicz 401       |
| Grupa A             |                                       |                |                    |
| 1962                | Chajm Sliepoj                         | Spartak Moskwa | ASK-GAZ            |
| Grupa A klasa A5    |                                       |                |                    |
| 1989                | Władimir Żurawlew                     | Spartak Moskwa | Łada Samara        |
| Grupa A2/1 klasa 10 |                                       |                |                    |
| 1989                | Wiaczesław Szumiłow                   | Spartak Moskwa | GAZ-24 Wołga       |
| Grupa A5            |                                       |                |                    |
| 1990                | W. Jastrebow                          | DOSAAF Moskwa  |                    |
| Grupa A-1300        |                                       |                |                    |
| 1990                | Andriej Fienomienow                   | DOSAAF Moskwa  | Łada Samara        |
| Grupa B             |                                       |                |                    |
| 1961                | Jurij Markow                          | Spartak Moskwa | GAZ Sport 59       |
| 1962                | Siergiej Smirnow                      | Trud Moskwa    | Moskwicz 404 Sport |
| Grupa W+G           |                                       |                |                    |
| 1961                | Rudolf Goldin                         | Spartak Moskwa | Moskwa-GAZ         |
| Samochody wyścigowe |                                       |                |                    |
| 1961                | Gieorgij Surguczew                    | Trud Moskwa    | NAMI 041M-IMZ      |
| Formuła 3           |                                       |                |                    |
| 1962                | Gieorgij Surguczew                    | Trud Moskwa    | NAMI 041M-IMZ      |
| Formuła Junior      |                                       |                |                    |
| 1962                | Jurij Czwirow                         | Trud Moskwa    | Moskwicz G3        |
| Formuła Easter      |                                       |                |                    |
| 1989                | Siergiej Odincow                      | DOSAAF Moskwa  | Estonia 21.10-Łada |
| 1990                | Aleksandr Nesterow                    | DOSAAF Moskwa  | Estonia 21.10-Łada |
| Formuła Mondial     |                                       |                |                    |
| 1989                | Aleksandr Potiechin                   | DOSAAF Moskwa  | Estonia 21.10-Łada |
| Formuła 1600        |                                       |                |                    |
| 1990                | Andriej Krietow                       | DOSAAF Moskwa  | Estonia 21M-Łada   |